# Australische Cricket-Nationalmannschaft in Indien in der Saison 1959/60
Die Tour der australischen Cricket-Nationalmannschaft nach Indien in der Saison 1959/60 fand vom 12. Dezember 1959 bis zum 28. Januar 1960 statt. Die internationale Cricket-Tour war Bestandteil der Internationalen Cricket-Saison 1959/60 und umfasste fünf Tests. Australien gewann die Serie 2–1.

## Vorgeschichte
Australien spielte zuvor eine Tour in Pakistan, für Indien war es die erste Tour der Saison.
Das letzte Aufeinandertreffen der beiden Mannschaften bei einer Tour fand in der Saison 1956/57 in Indien statt.

## Stadien
Die folgenden Stadien wurden für die Tour als Austragungsort vorgesehen.
| Stadion                   | Stadt    | Kapazität | Spiele  |
| ------------------------- | -------- | --------- | ------- |
| Brabourne Stadium         | Bombay   | 25.000    | 3. Test |
| Feroz Shah Kotla          | Delhi    | 48.000    | 1. Test |
| Eden Gardens              | Kalkutta | 82.000    | 5. Test |
| Green Park Stadium        | Kanpur   | 33.000    | 2. Test |
| M. A. Chidambaram Stadium | Madras   | 46.000    | 4. Test |

## Kaderlisten
Die Mannschaften benannten die folgenden Kader.
| Test | Test |
| Indien | Australien |
| --- | --- |
| - Gulabrai Ramchand (K) - Abbas Ali Baig - Chandu Borde - Nari Contractor - Ramakant Desai - Salim Durani - Chingleput Gopinath - Ghulam Guard - Motganhalli Jaisimha - Nana Joshi (wk) - Ramnath Kenny - Budhi Kunderan (wk) - Venatappa Muddiah - Bapu Nadkarni - Surendra Nath - Jasubhai Patel - Pankaj Roy - AG Milkha Singh - Man Sood - Naren Tamhane (wk) - Polly Umrigar | - Richie Benaud (K) - Peter Burge - Alan Davidson - Les Favell - Wally Grout (wk) - Neil Harvey - Barry Jarman (wk) - Lindsay Kline - Ray Lindwall - Ken Mackay - Colin McDonald - Ian Meckiff - Norm O’Neill - Gordon Rorke - Gavin Stevens |

## Tests

### Erster Test in Delhi
| 12. – 16. Dezember Scorecard | Delhi | Indien 135 (59.4) & 206 (111)                     | – | Australien 468 (143) |
|                              |       | Australien gewinnt mit einem Innings und 127 Runs |   |                      |

Indien gewann den Münzwurf und entschied sich als Schlagmannschaft zu beginnen.

### Zweiter Test in Kanpur
| 19. – 24. Dezember Scorecard | Kanpur | Indien 152 (70.1) & 291 (144.3) | – | Australien 219 (77.5) & 105 (57.4) |
|                              |        | Indien gewinnt mit 119 Runs     |   |                                    |

Indien gewann den Münzwurf und entschied sich als Schlagmannschaft zu beginnen.

### Dritter Test in Bombay
| 1. – 6. Januar Scorecard | Bombay (BS) | Indien 289 (142.5) & 226-5d (101) | – | Australien 387-8d (140) & 34-1 (8) |
|                          |             | Remis                             |   |                                    |

Indien gewann den Münzwurf und entschied sich als Schlagmannschaft zu beginnen.

### Vierter Test in Madras
| 13. – 17. Januar Scorecard | Madras | Australien 342 (153)                             | – | Indien 149 (77.1) & 138 (105) (f/o) |
|                            |        | Australien gewinnt mit einem Innings und 55 Runs |   |                                     |

Australien gewann den Münzwurf und entschied sich als Schlagmannschaft zu beginnen.

### Fünfter Test in Kalkutta
| 23. – 28. Januar Scorecard | Kalkutta | Indien 194 (89.3) & 339 (146.2) | – | Australien 331 (111.1) & 121-2 (203) |
|                            |          | Remis                           |   |                                      |

Indien gewann den Münzwurf und entschied sich als Schlagmannschaft zu beginnen.